# Franz Moritz von Lacy

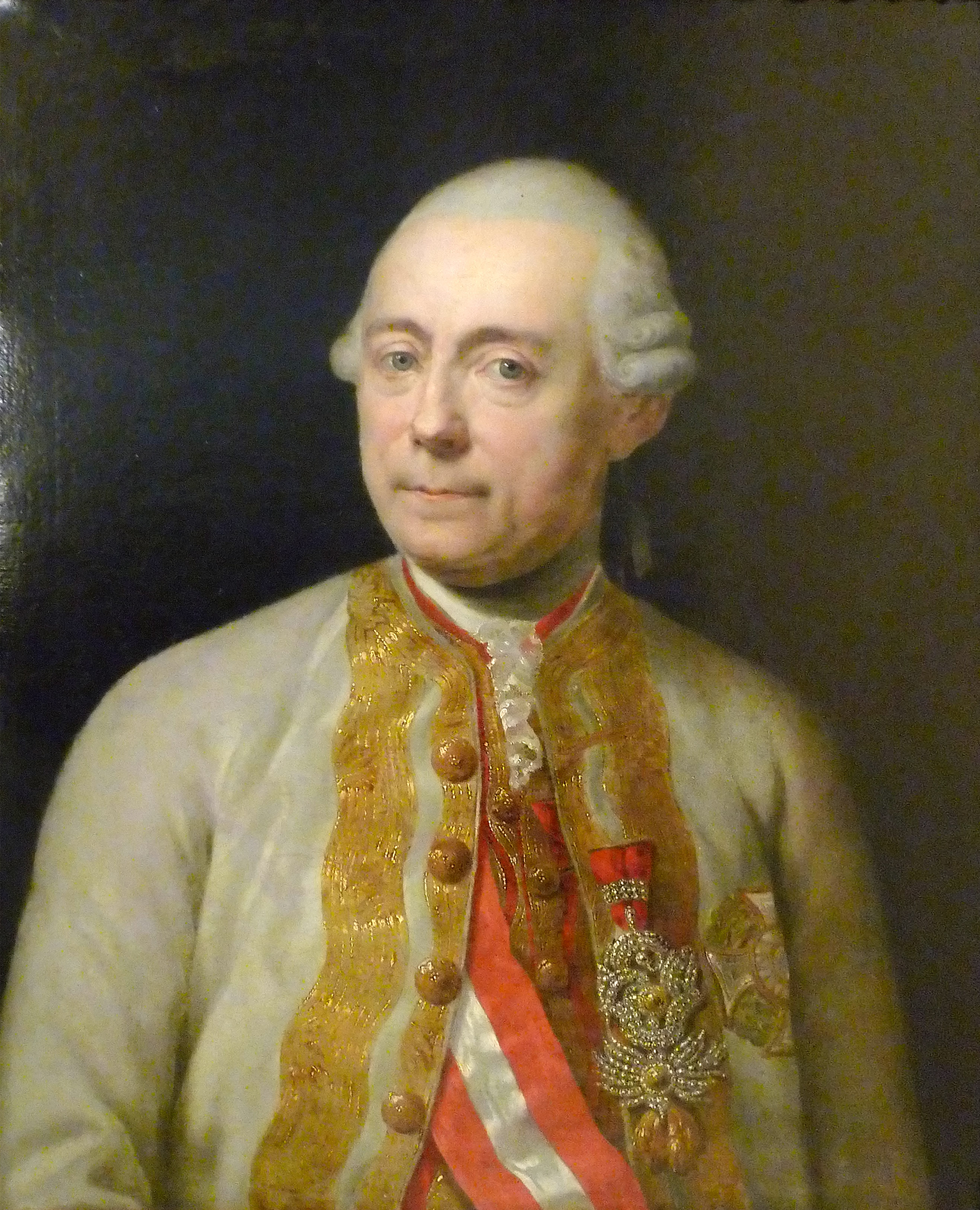
Franz Moritz Graf Lacy

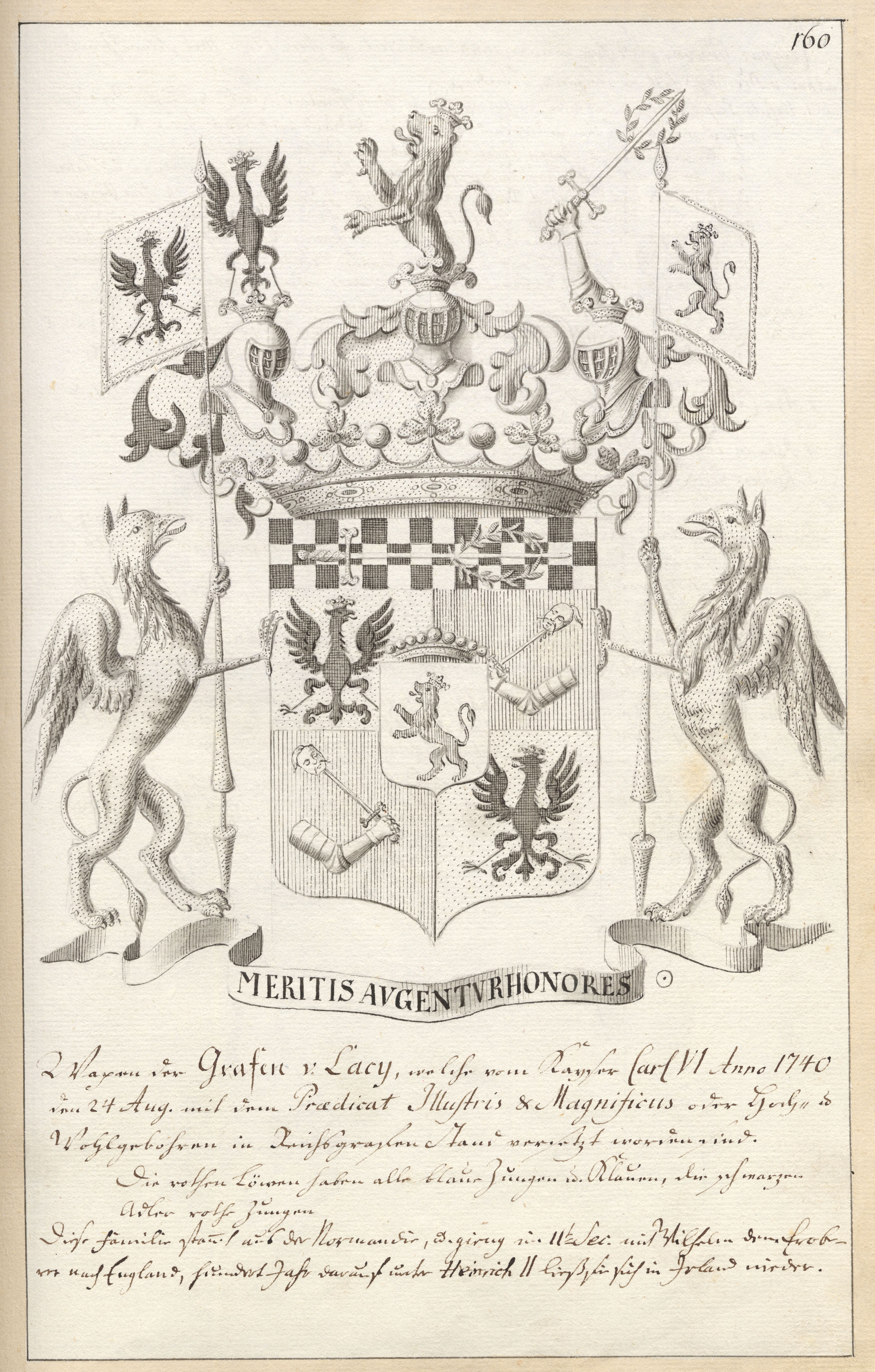
Wappen vom Grafen Lacy

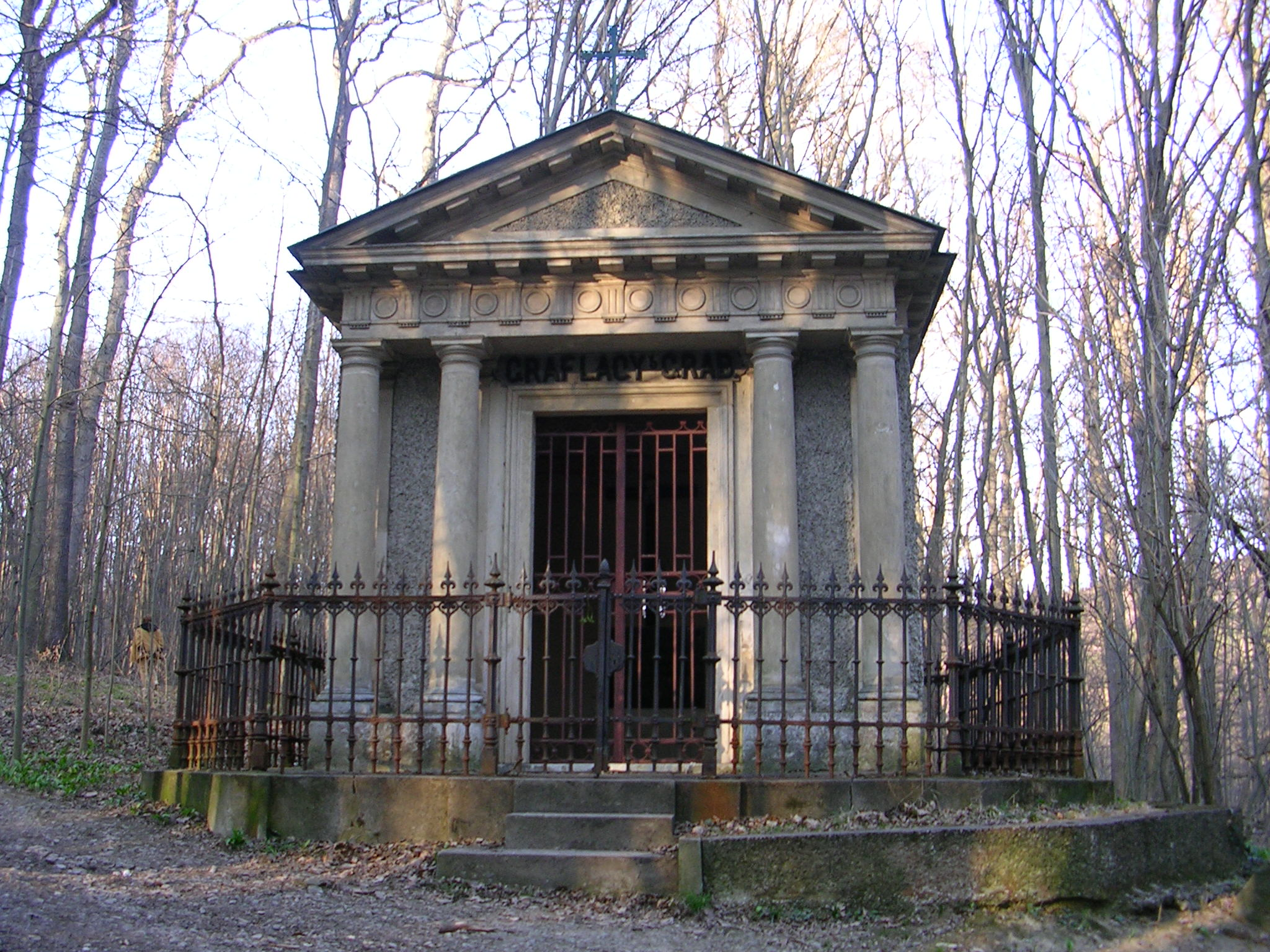
Lacy-Grabmal „Moritzruhe“ im Schwarzenbergpark

Franz Moritz Graf von Lacy (auch Lascy; * 21. Oktober 1725 in Sankt Petersburg; † 24. November 1801 in Wien) war ein österreichischer Feldherr.

## Biografie
Lacy wurde am 21. Oktober 1725 als Sohn des Peter Graf von Lacy und dessen Gattin Martha Philippine geb. von Funcken in St. Petersburg geboren. Eine Legende führt seine Familie auf das mittelalterliche Geschlecht Lacy zurück, das aus normannischem Adel (Lassy aus Calvados/Normandie) stammte und sich später in Irland niederließ. Franz Moritz’ Vater Peter de Lacy trat 1698 in russische Dienste und begründete hier einen Zweig der Familie.
1737 verließ Franz Moritz Graf von Lacy Russland und ging zunächst nach Liegnitz, ehe er 1739 nach Wien übersiedelte. 1743 trat er in die österreichische Armee ein. Im österreichischen Erbfolgekrieg focht er 1746 bei Piacenza und Rottofredo, und ein Jahr später auch bei Genua. 1749 wurde er zum Oberstleutnant und 1753 zum Oberst befördert.
Am Beginn des Siebenjährigen Krieges wurde er nach der Schlacht bei Lobositz (1. Oktober 1756) zum General-Feldwachtmeister befördert. Im Jahre darauf machte er, nach der Schlacht bei Breslau (22. November 1757), den nächsten Karrieresprung, als er zum Feldmarschallleutnant befördert und zum Generalquartiermeister ernannt wurde. Lacy reorganisierte die österreichische Armee, von ihm stammte im Siebenjährigen Krieg der Plan für die Schlacht bei  Hochkirch am 14. Oktober 1758. Nach der Schlacht erhielt er auch dafür das Großkreuz des Militär-Maria-Theresien-Ordens. Seine Karriere ging weiter steil bergauf. 1759 führte er den Plan bei Maxen (nahe Dresden) aus, den Finckenfang von Maxen. 17.000 Österreicher schlossen ein 15.000 Mann starkes Preußisches Heer unter General Friedrich August von Finck ein. Dafür wurde er zum General-Feldzeugmeister befördert. Am 9. Oktober 1760 griff Lacy gemeinsam mit dem russischen General Gottlob Heinrich von Tottleben Berlin an und besetzte es (Russische Besetzung Berlins). Berlin war damit nach 1757 zum zweiten Mal im Siebenjährigen Krieg von den Österreichern besetzt. Allerdings wurde die Stadt bereits am 12. Oktober vor den herannahenden Preußen wieder geräumt.
1763 wurde Franz Moritz Graf von Lacy zum Hofkriegsrat, drei Jahre später zum Hofkriegsratspräsident ernannt, der er bis 1774 blieb. 1770 wurde er Ritter des Ordens vom Goldenen Vlies, 1794 Kanzler des Militärisch-Maria-Theresien-Ordens. Im „Zwetschkenrummel“, dem Kampf um das Bayerische Erbe, unterstützte er Kaiser Joseph II., der persönlich das Oberkommando führte. Allerdings kam es durch Kriegsmüdigkeit, Geldmangel, Nachschubprobleme etc. zu keinen nennenswerten Kämpfen.
Nach Rückschlägen im Türkenkrieg von 1788/89, etwa dem Durchbruch bei Alt Orșova am 7. August 1788 und der Niederlage bei Mehadia am 28. August 1788 gegen den osmanischen Großwesir Koca Yusuf Pascha, musste Lacy den Oberbefehl an Ernst Gideon von Laudon abgeben, mit dem er seiner vorsichtigen Taktik wegen in Konflikt geraten war.
Franz Moritz Graf von Lacy kaufte 1765 das Gut Neuwaldegg (Wien-Hernals), in dessen Park er auch begraben liegt.

## Brief von Kaiser Joseph II. am Tag vor seinem Tod
Kaiser Joseph II. schrieb am Vortag seines Todes (19. Februar 1790) an Lacy einen Brief, in dem er ihm für seine Verdienste ausdrücklich dankte.
| Mein lieber Feldmarschall Lascy! Meine zitternde Hand allein macht es mir unmöglich, diese wenigen Zeilen mit eigener Hand zu schreiben; daher muß ich mich einer fremden bedienen, weil ich den Augenblick mit schnellen Schritten herannahen sehe, der uns auf immer trennen soll. Ich würde sehr undankbar seyn, wenn ich diese Welt verließe, ohne Ihnen mein theurer Freund, die Gesinnungen von Erkenntlichkeit an Tag zu legen, die ich Ihnen in so verschiedenen Rücksichten schuldig bin, und das Vergnügen hatte, im Angesichte der ganzen Erde geltend zu machen. Ja! wenn ich in der Welt etwas geworden bin, so danke ich es Ihnen, denn Sie waren es, der mich gebildet, der mich aufgeklärt hat, und der mich die Menschen kennen lehrte, und überdieß verdankt auch die ganze Armee Ihnen ihre Bildung, ihren Ruhm und ihr Ansehen. Die Sicherheit Ihrer Rathschläge in allen Angelegenheiten, die persönliche Anhänglichkeit für mich, die kein großes oder kleines Ereigniß jemahls erschüttert hat, alles dieß, mein lieber Feldmarschall, macht, daß ich außer Stande bin, Ihnen meinen Dank hinlänglich bezeigen zu können. Ich sah Ihre Thränen um mich fließen; Thränen eines großen Mannes und eines Weisen sind die schönste Apologie. Empfangen Sie dafür, indem ich Sie zärtlich umarme, mein Lebewohl. Das Einzige, was ich in der Welt zu verlassen bedauere, ist die kleine Anzahl von Freunden, unter denen Sie gewiß der erste sind. Erinnern Sie sich meiner, Ihres aufrichtigsten Freundes und zugethanenen Joseph. |

## Familie
Franz Moritz Graf von Lacy blieb unverheiratet und hatte keine Kinder. Nachfahren des russischen Zweiges der de Lacys, aus dem auch Franz Moritz stammte – die O'Brien de Lacys – leben heute, nach ihrer Flucht aus dem Gut Augustówek in der Nähe von Grodno (heute Belarus) 1939, in Polen, Argentinien und Deutschland und haben nach wie vor teilweise enge Kontakte mit Österreich.

## Werke
Lacy ließ den Vorgängerbau des Lustschlosses Schloss Wilhelminenberg bauen. Danach wurde das Schloss Neuwaldegg nach seinen Vorstellung gestaltet und diente bis zu seinem Tod als Wohnsitz.

## Rezeption

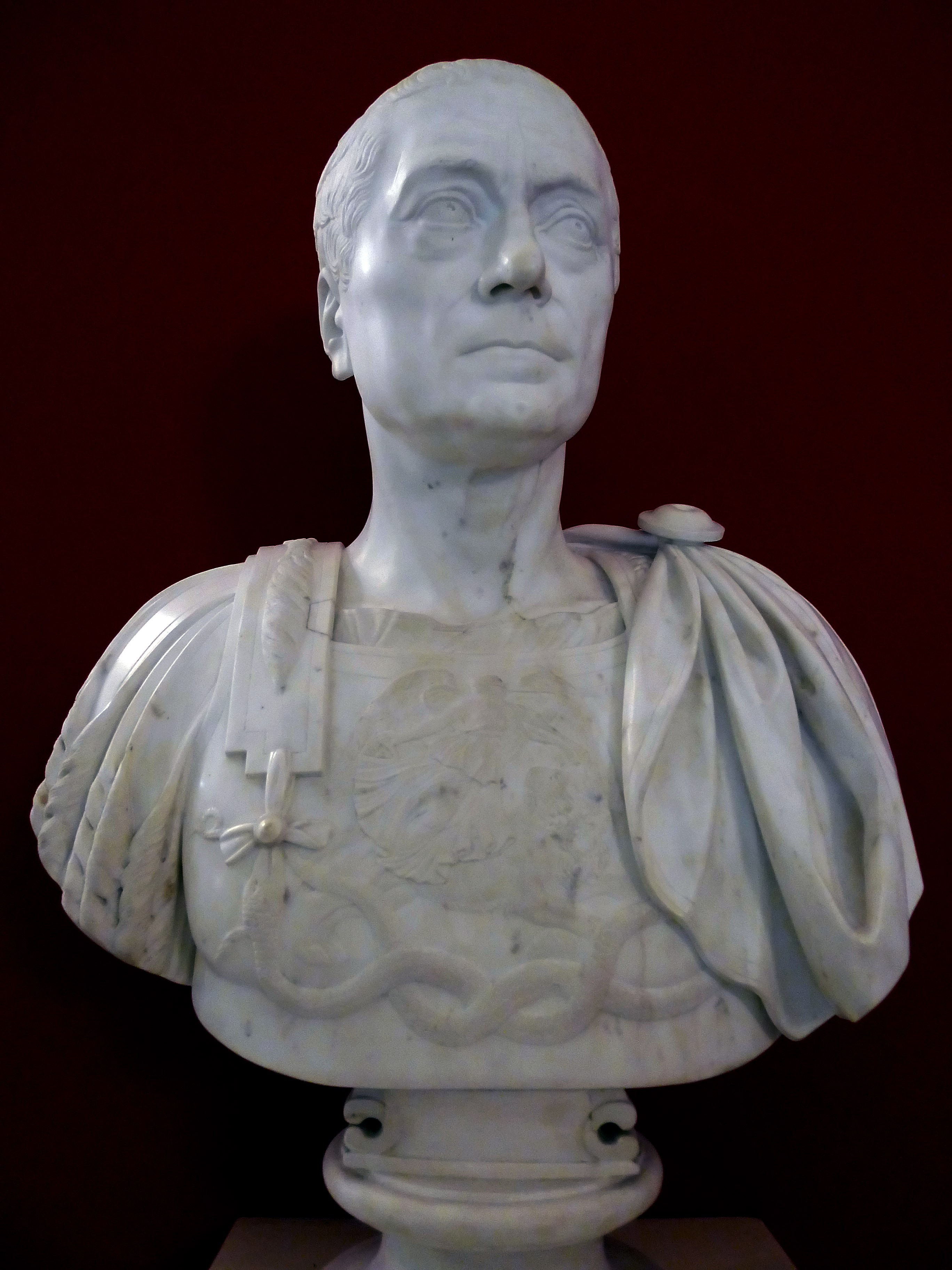
Marmorbüste von Giuseppe Cerracci im Heeresgeschichtlichen Museum

Durch die kaiserliche Entschließung von Franz Joseph I. vom 28. Februar 1863 wurde Franz Moritz von Lacy in die Liste der „berühmtesten, zur immerwährenden Nacheiferung würdiger Kriegsfürsten und Feldherren Österreichs“ aufgenommen, zu deren Ehren und Andenken auch eine lebensgroße Statue in der Feldherrenhalle des damals neu errichteten k.k. Hofwaffenmuseums (heute: Heeresgeschichtliches Museum Wien) errichtet wurde. Die Statue wurde 1864 vom Bildhauer Cyprian Godebski aus Carrara-Marmor geschaffen, gewidmet wurde sie von Kaiser Franz Joseph selbst. Im Heeresgeschichtlichen Museum ist auch jene Büste zu sehen, die Kaiser Joseph II. 1783 für den Hofkriegsrat fertigen ließ.

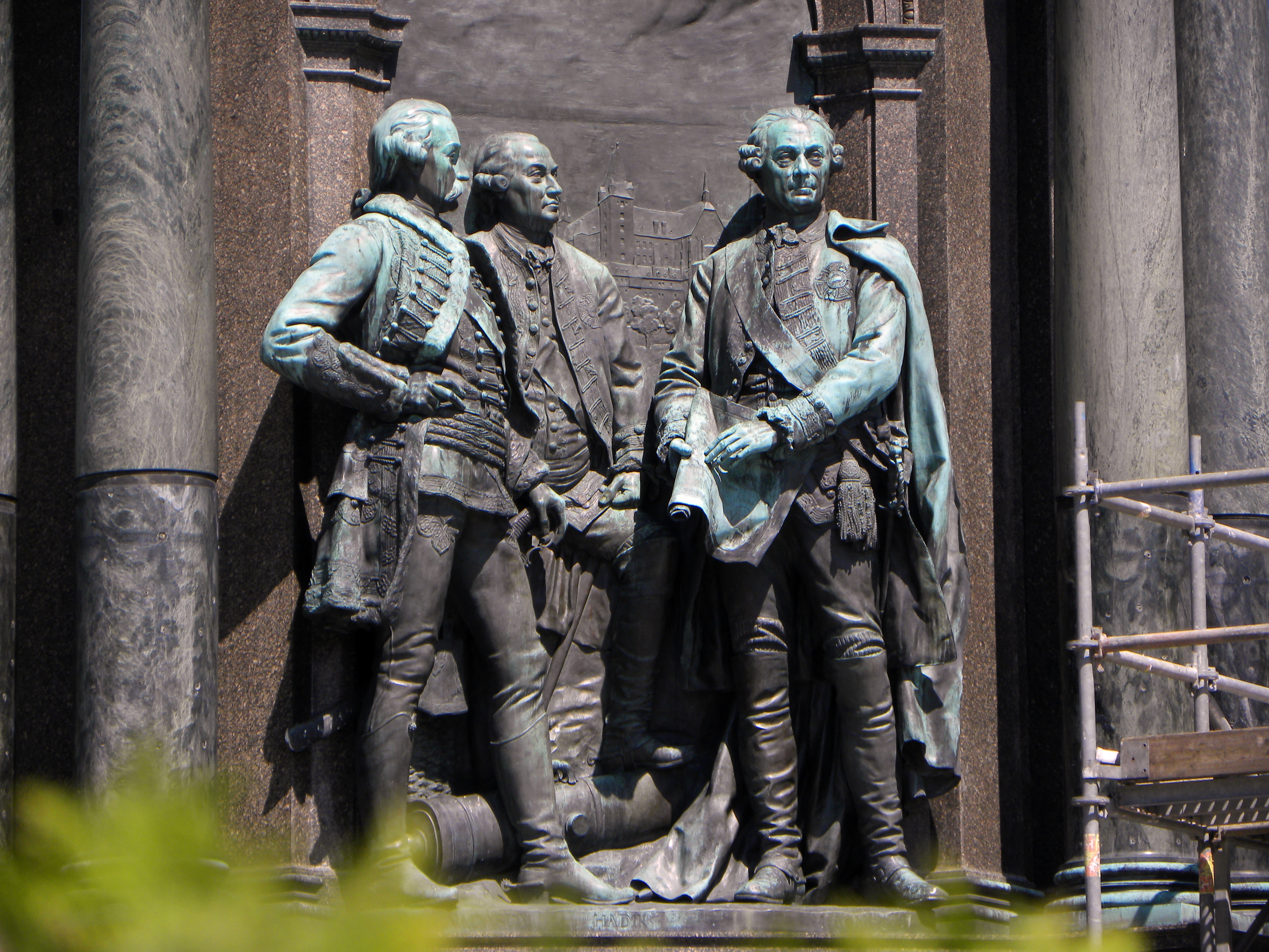
Statue vom Feldmarschall Lacy am Wiener Maria-Theresien-Denkmal
(Die zentrale Statue von Josef Wenzel (Liechtenstein) wurde zur Restaurierung entfernt)

Weiters ist Lacy am Maria-Theresien-Denkmal (hinter Josef Wenzel von Liechtenstein im Halbrelief ganz links) dargestellt. In der Gedenkstätte Heldenberg ist eine Büste von Franz Moritz Graf von Lacy aufgestellt.
Im Jahr 1877 wurde in Wien-Hernals (17. Bezirk) die Lascygasse nach ihm benannt.